# Balloonfest '86
Balloonfest '86 je bil javni dogodek v središču Clevelanda (Ohio, Združene države Amerike) 27. septembra 1986, na katerem je mestna izpostava zveze dobrodelnih društev United Way priredila izpust skoraj 1,5 milijona balonov, napolnjenih s helijem, z namenom zbrati sredstva v dobrodelne namene in postaviti Guinnessov svetovni rekord.
Organizatorji so si zamislili nedolžen spektakel, ki pa se je kmalu sprevrgel v nesrečo, saj je veter potisnil oblak balonov nazaj nad mesto, kar je povzročilo številne težave v prometu. Zapletlo je tudi iskanje dveh pogrešanih ribičev v bližnjem Eriejskem jezeru, ki so ju kasneje našli mrtva. Proti organizatorjem je bilo vloženih več tožb, zaradi njih in zaradi preseženih stroškov je dogodek prinesel izgubo.

## Priprave
Podvig je koordiniralo podjetje Balloonart by Treb iz Los Angelesa, ki je za priprave porabilo pol leta. Izdelali so 76 m dolgo in 64 m široko pravokotno ogrodje, prekrito z mrežo za zadrževanje balonov, ki je pokrivala jugozahodni vogal trga Public Square, glavnega mestnega trga v Clevelandu. 2500 prostovoljcev, večinoma dijakov, je napihovalo balone s helijem in jih izpuščalo v mrežo. Za svoj prispevek so prejeli majice.
Po prvotnem načrtu naj bi izpustili dva milijona balonov, a so se naposled ustavili pri številki nekaj čez 1,4 milijona. Otroci so tržili sponzorstva v vrednosti 1 USD za vsaka dva balona, ki bi jih United Way porabil za svoje aktivnosti.

## Izpust balonov
V soboto, 27. septembra 1986, so se organizatorji odločili za zgodnejši izpust, saj se je približevala nevihta. V središču mesta se je zbrala množica več kot 100.000 ljudi, ki so ob 13:50 po lokalnem času videli, kako je prireditelj razprl mrežo. Skoraj 1,5 milijona balonov se je dvignilo nad trg in obdalo nebotičnik Terminal Tower, s čimer so presegli obstoječi rekord za izpust balonov, ki je bil postavljen leto prej za 30. obletnico Disneylanda.

## Posledice
Večina ljudi je takrat mislila, da se s helijem napolnjeni baloni dvignejo visoko v zrak, kjer počijo in neškodljivo razpadejo. V resnici tak balon iz lateksa lebdi tako dolgo, da se skoraj povsem izprazni, nakar se spusti nazaj na tla. Vendar pa je oblak balonov trčil ob hladno fronto, zaradi česar so se baloni spustili do tal še napolnjeni. Množica balonov je preplavila površje in vodne površine širšega območja severovzhodnega Ohia. Nekaj dni kasneje jih je Eriejsko jezero naplavilo celo na kanadski obali.
Kmalu po izpustu so morali zaradi balonov na vzletno-pristajalni stezi za krajši čas zapreti letališče Burke Lakefront. Poročali so tudi o več prometnih nesrečah, saj je voznike zamotil »metež« pisanih balonov nad njimi. Nekaj voznikov na obalni hitri cesti se je zaletelo ali zapeljalo s ceste v ograjo, zato je morala policija cesto povsem zapreti.
Na dan izpusta so svojci prijavili pogrešani osebi, par ribičev, ki sta 26. septembra odplula na Eriejsko jezero. Reševalci so našli njun čoln, helikopter Obalne straže pa se zaradi oblaka balonov ni mogel približati območju. Množica balonov v vodi je onemogočila tudi iskanje po gladini, zato je Obalna straža 29. septembra prekinila reševalno akcijo. Trupli obeh ribičev je kasneje naplavilo na obalo. Žena enega od njiju je vložila tožbo proti United Way za 3,2 milijona USD, stranki v postopku sta se na koncu pogodili za neznano vsoto.
Še ena tožba je organizatorje doletela zaradi balonov, ki so pristali na pašniku v okrožju Geauga in prestrašili arabske konje lastnice Louise Nowakowski, zaradi česar naj bi se jih več huje poškodovalo. Nowakowski je vložila odškodninsko tožbo za 100.000 USD, postopek se je tudi v tem primeru končal s sporazumom za neznano vsoto. Zaradi tožb in višjih stroškov od načrtovanih je akcija organizaciji United Way prinesla izgubo.

## Zapuščina
Izdaja Guinnesove knjige rekordov iz leta 1988 priznava dogodek kot največji množični izpust balonov v zgodovini, z 1.429.643 izpuščenimi baloni. Od takrat Guinnesova knjiga rekordov ne vključuje več te kategorije rekorda.
Okoljska škoda zaradi množičnega spuščanja balonov je zdaj bolje prepoznana in mestna uprava Clevelanda je leta 2022 po zgledu nekaterih drugih mest prepovedala tovrstne dogodke, Balloonfest '86 pa se še vedno navaja tudi kot zgled za neposredno škodo zaradi njih.